# Charles Henry Brent
Charles Henry Brent (9 d'abril de 1862, Canadà - † 27 de març de 1929, Suïssa) fou un bisbe episcopalià dels Estats Units que serví a les Filipines i a l'oest de l'estat de Nova York.

## Biografia
D'origen canadenc, estudià al Trinity College de Toronto i quedà destacat en una parròquia d'un barri pobre de Boston. El 1902 després que les Filipines fossin adquirides pels Estats Units arran de la Guerra hispano-estatunidenca, l'Església Episcopal designà Brent com a bisbe missioner de les Filipines, on arribà en el mateix vaixell que el governador William Howard Taft. Brent se centrà en la població no cristiana, inclosos els igorots de Luzon i els musulmans i xinesos de Manila. A més a més, es dedicà en diverses comissions internacionals per aturar el narcotràfic. Durant la Primera Guerra Mundial fou el capellà superior de les Forces Armades Estatunidenques a Europa.
Declinà tres nominacions per a bisbats als Estats Units per tal de continuar la seva tasca a les Filipines, però el 1918 acceptà el càrrec de bisbe de Nova York Occidental. Ajudà a organitzar la primera Conferència Mundial sobre la Fe i l'Orde, que tingué lloc a Lausana, Suïssa, el 1927. Dos anys més tard, el 1928, morí a Suïssa.
El 27 de març és el dia de commemoració de Brent en l'Església Episcopal; tanmateix, com normalment cau durant la quaresma o Setmana Santa, recentment s'aprovà la data alternativa del 25 d'agost (la seva arribada a les Filipines) per la diòcesi central de les Filipines de l'Església Episcopal en la seva convenció diocesana el 2008.